# Brian Deacon
Brian Deacon (n. 13 februarie 1949, Oxford, Anglia, Regatul Unit) este un actor englez. Este probabil cel mai cunoscut pentru portretizarea lui Isus în filmul Isus din 1979, film realizat de organizația evanghelică Jesus Film Project. Deacon a fost ales din 263 de actori care au dat probe pentru ecran de către producătorul John Heyman. Deacon a interpretat și rolul lui Heumac în serialul The Feathered Serpent (1976, 1978), al lui Frank Miles în serialul TV Lillie din 1978 și a apărut alături de fratele său, Eric, în filmul lui Peter Greenaway, A Zed &amp; Two Noughts (1985), ca Oswald Deuce. Între 1992 și 1993, a jucat rolul The Rt Hon. A jucat rolul lui Neil Kincaid în telenovela britanică Emmerdale, iubitul personajului Kim Tate (Claire King). 

## Viață personală
Deacon s-a născut la Oxford, unde a studiat mai târziu la Oxford Youth Theatre. El a fost căsătorit de două ori, prima dată cu Rula Lenska (1977-1987), cu care a avut o fiică, Lara Parker Deacon. În 1998 s-a căsătorit cu Natalie Bloch. 

## Filmografie
- The Guardians, episodul „Abordarea logică” (1971)
- The Triple Echo (1972)
- Serialul TV Love and Mr Lewisham (1972)
- Thirty-Minute Theatre, episodul "Scarborough" (1972)
- ITV Sunday Night Theatre, episodul „Prima vedere” (1972)
- Full House, serial episod din 25 noiembrie 1972
- Public Eye, episodul „It’s a Woman’s Privilege” (1973)
- Vampyres (1974)
- Il bacio (1974)
- Good Girl, (1974) serial TV [5]
- Oamenii lui Churchill, episodul „Insula pierdută” (1975)
- Emigranții, episoadele „Șanse pentru copii” (1976), „Endeavour” (1976), „13.000 mile depărtare” (1976) și „Un vis de libertate” (1976)
- Center Play, primul episod "Risking It" (1977)
- Serialul TV The Feathered Serpent (1976-1978)
- Lillie, episoadele "Mrs. Langtry" (1978), "The Jersey Lily" (1978), "The New Helen" (1978), "Bertie" (1978), "Let Them Say" (1978), "The Sailor Prince" "(1978) și "Mergând pe scenă "(1978)
- Isus (1979)
- The New Media Bible: Book of Genesis (1979)
- Leap in the Dark, episodul „Te privesc, te privesc” (1980)
- Nelly's Version (1983) Film TV
- The First Part of King Henry VI (1983) Film TV
- The Second Part of King Henry VI  (1983) Film TV
- The Third Part of King Henry VI (1983) Film TV
- Richard III (1983) Film TV
- Mese separate (1983) Film TV
- Hammer House of Mystery and Suspense, episodul "And the Wall Came Tumbling Down" (1984)
- Mr. Palfrey of  Westminster, episodul „Freedom from Longing” (1985)
- Serialul TV Bleak House (1985)
- A Zed &amp; Two Noughts (1985)
- Screen Two, episodul „Comportament inadecvat” (1987)
- Emmerdale Farm, episodul 1.1724 1.1725 (1992)
- Bugs, episodul „Down Among the Dead Men” (1995)
- The Story of Jesus for Children - Povestea lui Isus pentru copii (2000) Numai video pentru acasă
- Star Wars: Knights of Old Republic II - The Sith Lords (2004) Joc video (voce)
- Doctors, episoadele „Face Value (2001) și Amends (2009)
- Ceville< (2009) Joc video (voce)
- The Projectionist (2012)
- Jocul video The Night of the Rabbit (2013) (voce)
- Mistaken (2013)